# Gasterocome subfasciata
Gasterocome subfasciata är en fjärilsart som beskrevs av W. Warren 1899. Gasterocome subfasciata ingår i släktet Gasterocome och familjen mätare. Inga underarter finns listade i Catalogue of Life.